# Синхронне плавання на Чемпіонаті світу з водних видів спорту 2015 — дует, довільна програма
Змагання з синхронного плавання в довільній програмі дуетів на Чемпіонаті світу з водних видів спорту 2015 відбулись 28 і 30 липня.

## Результати
Попередній раунд розпочався 28 липня о 09:00. Фінал розпочався 30 липня о 17:30.
Зеленим позначено фіналістів
| Місце | Країна          | Плавчині                                | Попередній раунд | Попередній раунд | Фінал   | Фінал |
| Місце | Країна          | Плавчині                                | Очки             | Місце            | Очки    | Місце |
| ----- | --------------- | --------------------------------------- | ---------------- | ---------------- | ------- | ----- |
| 1     | Росія           | Наталія Іщенко Світлана Ромашина        | 97.2667          | 1                | 98.2000 | 1     |
| 2     | Китай           | Хуан Сюечень Сунь Веньянь               | 95.4667          | 2                | 95.9000 | 2     |
| 3     | Україна         | Лоліта Ананасова Анна Волошина          | 93.0333          | 4                | 93.6000 | 3     |
| 4     | Японія          | Юкіко Інуі Рісако Міцуї                 | 93.5333          | 3                | 93.4333 | 4     |
| 5     | Іспанія         | Она Карбонелл Паула Кламбург            | 91.7000          | 5                | 92.2333 | 5     |
| 6     | Італія          | Лінда Черруті Констанца Ферро           | 90.2000          | 6                | 90.9667 | 6     |
| 7     | Канада          | Жаклін Сімоно Карін Томас               | 89.6000          | 7                | 89.3667 | 7     |
| 8     | Франція         | Лаура Оже Марго Кретьєн                 | 86.6667          | 8                | 87.3667 | 8     |
| 9     | Греція          | Евеліна Папазоглу Євангелія Платаніоті  | 84.8000          | 10               | 85.8333 | 9     |
| 10    | Мексика         | Карем Ачач Нурія Діосгадо Гарсія        | 85.7000          | 9                | 85.5333 | 10    |
| 11    | США             | Аніта Альварес Марія Корольова          | 84.4333          | 11               | 84.9667 | 11    |
| 12    | Бразилія        | Луїса Боржес Дуда Міккусі               | 84.2000          | 12               | 84.4667 | 12    |
| 13    | Австрія         | Анна-Марія Александрі Ейріні Александрі | 83.9000          | 13               |         |       |
| 14    | Північна Корея  | Кан Ун-ха Кім ун-а                      | 83.5667          | 14               |         |       |
| 15    | Чехія           | Сона Бернардова Альжбета Дуфкова        | 82.4000          | 15               |         |       |
| 16    | Швейцарія       | Софі Гігер Саша Краус                   | 82.2000          | 16               |         |       |
| 17    | Аргентина       | Етель Санчес Софія Санчес               | 79.9667          | 17               |         |       |
| 18    | Білорусь        | Ірина Лиманівська Вероніка Єсіпович     | 79.9000          | 18               |         |       |
| 19    | Ізраїль         | Анастасія Глушков Євгенія Тетельбаум    | 79.8333          | 19               |         |       |
| 20    | Колумбія        | Естефанія Альварес Моніка Арано         | 79.1667          | 20               |         |       |
| 21    | Узбекистан      | Юлія Кім Анастасія Рузметова            | 77.5000          | 21               |         |       |
| 22    | Єгипет          | Самія Ахмед Дара Хассаніен              | 77.0667          | 22               |         |       |
| 23    | Словаччина      | Нада Даабусова Яна Лабатова             | 76.9333          | 23               |         |       |
| 24    | Велика Британія | Джоді Кові Дженев'єв Ренделл            | 76.0333          | 24               |         |       |
| 25    | Хорватія        | Ребекка Доміка Міа Шестан               | 76.0000          | 25               |         |       |
| 26    | Туреччина       | Дефне Бакирчи Місра Гюндеш              | 75.1667          | 26               |         |       |
| 27    | Аруба           | Аноук Еман Кіра Хойверц                 | 74.8000          | 27               |         |       |
| 28    | Чилі            | Келлі Коблер Наталі Любашер             | 74.2000          | 28               |         |       |
| 29    | Венесуела       | Оріана Каррільйо Грейсі Гомес           | 73.2667          | 29               |         |       |
| 30    | Австралія       | Б'янка Хеммет Нікіта Пабло              | 73.1667          | 30               |         |       |
| 31    | Південна Корея  | Ум Джі-ван Вон Джі-су                   | 71.9333          | 31               |         |       |
| 32    | Болгарія        | Хрістіна Дам'янова Златіна Дімітрова    | 71.8667          | 32               |         |       |
| 33    | Португалія      | Барбара Коста Діана Гомес               | 69.3333          | 33               |         |       |
| 34    | Коста-Рика      | Фіорелла Кальво Наталія Дженкінс        | 68.5667          | 34               |         |       |
| 35    | Куба            | Янела Чакон Одайліс Суарес              | 66.0000          | 35               |         |       |
| 35    | ПАР             | Емма Маннерс-Вуд Лаура Страгнелл        | 66.0000          | 35               |         |       |
| 37    | Гонконг         | Чо Ман Ї Нора Пан Хо Ян                 | 65.5333          | 37               |         |       |